# Pablo Tejera
Pablo Daniel Tejera Méndez (* 23. Januar 1996 in Maldonado) ist ein uruguayischer Fußballspieler.

## Karriere
Der 1,78 Meter große Defensivakteur Tejera steht seit der Spielzeit 2015/16 im Kader des uruguayischen Zweitligisten Club Atlético Atenas. Dort debütierte er am 15. November 2015 in der Segunda División, als er bei der 0:1-Heimniederlage gegen den Canadian Soccer Club von Trainer Federico Domínguez in die Startelf beordert wurde. Insgesamt absolvierte er in jener Saison neun Partien in der Liga. In der darauffolgenden Spielzeit 2016 lief er zweimal in der zweithöchsten uruguayischen Spielklasse auf. In der laufenden Saison 2017 kam er bislang (Stand: 16. August 2017) einmal zum Einsatz. Ein Pflichtspieltor für den Klub erzielte er noch nicht.